# ألبيرتو لوبو
ألبيرتو لوبو (بالإسبانية: Albert Lopo) (مواليد 5 مايو 1980 في برشلونة - إسبانيا) لاعب كرة قدم إسباني يلعب حاليا لصالح نادي الدرجة الأولى ديبورتيفو لاكورونيا الإسباني منذ 2006 في مركز قلب الدفاع .

## روابط خارجية
- ألبيرتو لوبو على موقع قاعدة بيانات كرة القدم.إي يو (الإنجليزية)
- ألبيرتو لوبو على موقع Soccerway.com (الإنجليزية)
- ألبيرتو لوبو على موقع عالم كرة القدم.نت (الإنجليزية)
- ألبيرتو لوبو على موقع كووورة
- ألبيرتو لوبو على موقع AS.com (الإسبانية)